# اوج (فیلم ۲۰۱۴)
اوج (به انگلیسی: Aloft) فیلمی در ژانر درام محصول سال ۲۰۱۴ و به نویسندگی و کارگردانی کلاودیا یوسا است. در این فیلم بازیگرانی همچون جنیفر کانلی، کیلین مورفی، ملانی لوران، پیتر مک‌رابی، ایان تریسی، اونا چاپلین ایفای نقش کرده‌اند.